# Marionina micula
Marionina micula är en ringmaskart som beskrevs av Finogenova 1973. Marionina micula ingår i släktet Marionina och familjen småringmaskar. Inga underarter finns listade i Catalogue of Life.